# Ermita de Santa Cruz (Alicante)
La ermita de Santa Cruz está situada en la ladera del monte Benacantil, en el barrio de Casco Antiguo-Santa Cruz de Alicante (España). 

## Historia
La ermita fue inicialmente construida sobre los restos de una mezquita, como parte de la transición religiosa tras la conquista de Alicante por los castellanos en 1248. En 1271, tras varias reformas, la ermita fue inaugurada como un templo cristiano con la presencia de figuras de gran relevancia, como el rey Alfonso X de Castilla, su esposa la reina Violante de Aragón, y su suegro el rey Jaime I de Aragón. La conversión de la antigua mezquita en ermita fue un acto simbólico, representando la consolidación del poder cristiano en la región.
A lo largo de los siglos, el templo experimentó diversas transformaciones. En el siglo XVI, el militar Diego Valverde financió una reforma significativa. Posteriormente, en el siglo XVIII, la estructura original se encontraba en mal estado, lo que llevó a la construcción de una nueva ermita en el mismo lugar. Esta nueva edificación, de diseño sencillo y popular, incluyó elementos característicos como una bóveda de generatriz carpanel y una decoración exterior modesta con una balaustrada y una espadaña que remata la fachada.
Durante el siglo XIX, la ermita sufrió dos importantes reconstrucciones, la primera en 1830 y la segunda en 1945, esta última tras los daños sufridos durante la Guerra Civil. Durante la contienda, la ermita fue gravemente dañada y se perdió gran parte de su patrimonio religioso, incluyendo el Cristo crucificado esculpido por Antonio Riudavets en 1853. La reconstrucción posterior fue apoyada por el gobernador civil de la época y culminó en 1946, con la reanudación de las procesiones de Semana Santa, tras un paréntesis de más de una década.

## Arquitectura

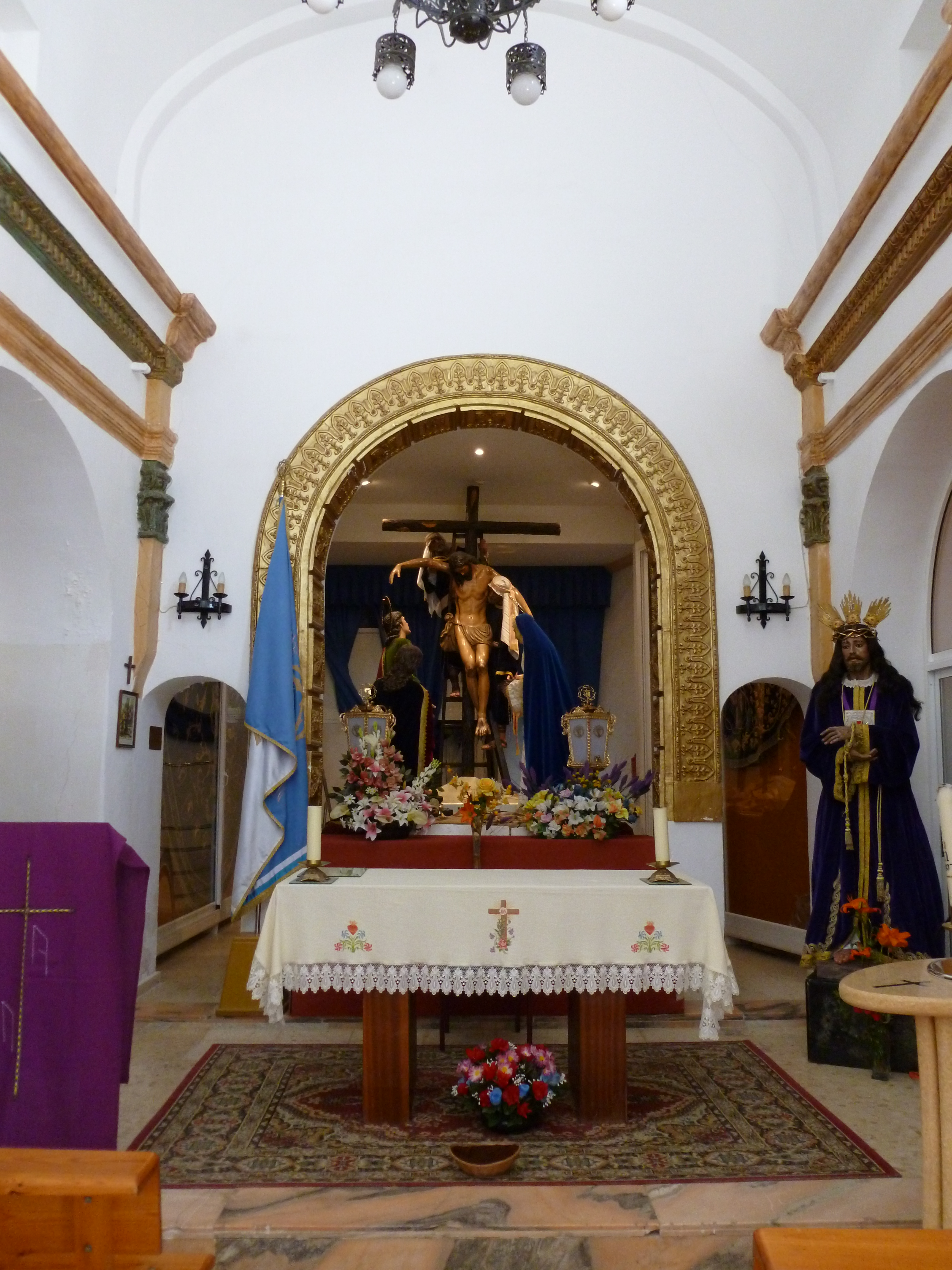
Interior de la ermita.

La ermita de Santa Cruz es un edificio de planta rectangular, con una sola nave dividida en tres crujías, cubierta por una bóveda de cañón de directriz carpanel. A lo largo de la nave se encuentran pequeñas capillas laterales que albergan algunas de las imágenes más veneradas de la Hermandad de Santa Cruz, entre ellas el Cristo de Medinaceli, la Virgen de los Dolores y el Descendimiento. Estas imágenes son protagonistas durante la procesión de Santa Cruz, que se celebra cada Miércoles Santo.
La fachada exterior de la ermita es sobria, destacando su puerta adintelada flanqueada por pilastras de orden dórico. En la parte superior, una galería con arcos de medio punto y una balaustrada decoran la estructura, rematada por una espadaña con una pequeña campana.

## Tradiciones
La ermita de Santa Cruz es conocida especialmente por su vinculación con las celebraciones de Semana Santa en Alicante. Cada año, desde este lugar parte la procesión de Santa Cruz, una de las más icónicas de la ciudad, en la que los cofrades descienden por las estrechas y empinadas calles del barrio de Santa Cruz portando los pasos religiosos.